# Saison 1905 de la Juventus FC
Maillots
Chronologie
Saison précédente Saison suivante
La saison 1905 du Foot-Ball Club Juventus est la sixième de l'histoire du club, créé quant à lui huit ans plus tôt en 1897. 
Le club de la ville de Turin participe cette saison à la 8e édition du championnat d'Italie, ainsi qu'au championnat de Seconda Categoria (deuxième division) pour sa réserve.

## Historique
C'est lors du printemps 1905 que commence la saison du club, avec une nouveauté. Pour la première fois de l'histoire de la Vieille Dame, le nouveau président du club est d'origine étrangère (chose qu'on ne reverra plus jusqu'en 2009), en la personne du suisse Alfred Dick, grand propriétaire dans l'industrie du textile, ce qui va donc renforcer financièrement l'équipe, et ce qui va assoir un peu plus la forte identité suisse du club, avec notamment les présences de son fils Frédéric Dick, le joueur Paul Arnold Walty ou encore Ludwig Weber à la direction. Les étrangers seront également de plus en plus présents au club, avec les écossais Jack Diment et Helscot, ainsi que les Anglais James Squair et Henry Goodley (employés de l'usine de Dick).
Lors de la saison, le club change également de siège, passant de la Via Pastrengo à la Via Donati, 1 et le président du club signa un contrat avec la municipalité de Turin pour avoir l'exclusivité du stade du Velodromo di Corso Re Umberto (contre un loyer).
Lors de cette Prima Categoria 1905 (ancêtre de la Serie A) débutant au mois de mars, le championnat se joue avec une nouvelle formule, composé de trois groupes éliminatoires régionaux, ainsi qu'une phase finale nationale, sous la forme d'un championnat à base de points avec des rencontres
aller-retour. La Juventus se qualifie directement pour la phase finale, gagnant le seul match d'éliminatoire 3-0 par forfait contre le FC Torinese, qui s'était retiré des éliminatoires du Piémont.
La phase finale du championnat italien débute donc lors de la première journée le dimanche 5 mars 1905, où les Juventini ouvrent leur saison en s'imposant sur un score de 3 à 0 contre l'US Milanese (doublé de Donna, plus un but de Varetti).
Deux semaines plus tard le 12 mars à Gênes, la Juve et le Genoa Cricket and Football Club se neutralisent 1-1 (but de Forlano pour les turinois), puis battent à nouveau l'US Milanese le 26 mars à Milan avec un score de 4 buts à 1 (réalisations de Donna, Forlano, Squair et Varetti pour la Juventus). 
S'ensuit ensuite le dernier match retour et décisif (ou la Juve est directement en course pour le titre) le 2 avril 1905 à Turin contre le Genoa. Les deux équipes se séparèrent à nouveau sur un score de un but partout (les chroniques de l'époque rapportent que le but fut inscrit par Donna pour les zèbres et notent une grande performance du portier juventino Durante). 
Ce résultat fut alors le premier succès du club en championnat après six ans d'attente, premier titre de Campione d'Italia pour cette Prima Categoria 1905, terminant la phase nationale avec 6 points, contre 5 pour les génois.
Confirmant leur montée en grade depuis quelques années (après deux finales de suite en 1903 et 1904), le Foot-Ball Club Juventus remporte enfin son premier Scudetto, premier titre piémontais.
Équipe type de la Juventus championne d'Italie 1905 :

Les onze joueurs titulaires juventini qui remportèrent le championnat italien pour la première fois, selon les sources de l'époque, furent: 
Le gardien Domenico Durante, les défenseurs Gioacchino Armano et Oreste Mazzia (étudiants en polytechnique à Turin), les milieux Paul Arnold Walty, Giovanni Goccione (capitaine) et Jack Diment (tous les trois employés), et les attaquants Alberto Barberis (étudiant en jurisprudence), Carlo Vittorio Varetti (étudiant en ingénierie) Luigi Forlano (géomètre), James Squair (employé) et Domenico Donna (étudiant en jurisprudence), qui furent également tous les entraîneurs de l'équipe depuis 1900. Voici leur formation :
La réserve du Foot-Ball Club Juventus participe également cette année à la deuxième division du championnat d'Italie (Seconda Categoria, équivalent aujourd'hui de la D9) créé en 1904.
Lors de cette Seconda Categoria 1905, la Juventus II est la seule équipe piémontaise inscrite dans le groupe régional, et passe donc directement en phase finale.
Le dimanche 12 mars 1905, les réservistes juventini s'imposent contre le Milan Cricket and Foot-Ball Club II sur le score minimum de 1-0. Une semaine plus tard le 19 mars, la Juventus bat le Genoa II 2 buts à 0 puis rebat à nouveau le Milan II 3-0 le 2 avril. Lors du dernier match, ils s'imposent sur tapis vert 3 buts à 0 pour cause d'abandon de la part du Genoa II.

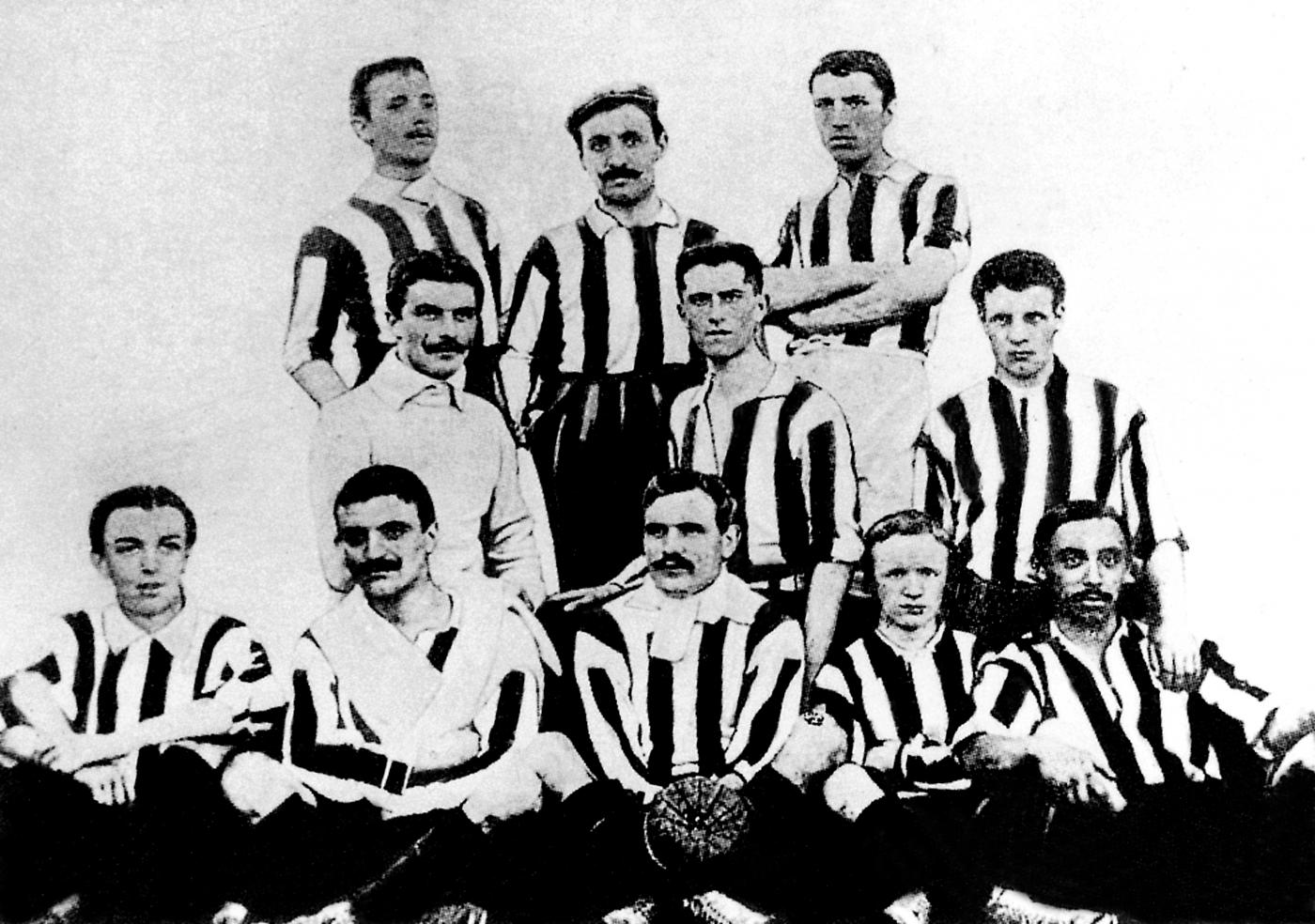
La Juventus pour la première fois champion d'Italie en 1905

Avec un final de 8 points contre les 3 du Milan (deuxième du classement), le Foot-Ball Club Juventus remporte son premier titre de Seconda Categoria, et réalise ainsi le doublé championnat de première et deuxième division.
Les sources de l'époque font état de l'effectif suivant pour la réserve Bianconera : Francesco Longo, Giuseppe Servetto, Lorenzo Barberis, Fernando Nizza, Ettore Corbelli, Alessandro Ajmone Marsan, Ugo Merio, Frédéric Dick, Heinrich Hess, Marcello Bertinetti et Riccardo Ajmone Marsan.
Le club piémontais termine sa saison en beauté avec un autre trophée mineur, la Coppa Luigi Bozino, remporté 2-1 à Turin sur le Milan Foot-Ball and Cricket Club (doublé de Forlano).
En amical, le FBC Juventus tente en amical contre le Milan CFC pour la seconde fois de son histoire d'accquérir le trophée amical de la Boule Henri Dapples mais se fait battre 2-0 le dimanche 12 novembre 1905, puis une seconde fois moins d'un mois plus tard le 10 décembre et est encore défait 3 buts à 2 contre le même club.

## Déroulement de la saison

### Résultats en championnat

#### Éliminatoires du Piémont
| dimanche 19 février 1905 | Juventus | 3 - 0 victoire par forfait | FC Torinese | Velodromo Umberto I, Turin |
| dimanche 19 février 1905 |          |                            |             | Velodromo Umberto I, Turin |

| dimanche 26 février 1905 | FC Torinese | 0 - 3 victoire par forfait | Juventus | Turin |
| dimanche 26 février 1905 |             |                            |          | Turin |

#### Phase finale
| dimanche 5 mars 1905 | Juventus        | 3 - 0 | US Milanese | Velodromo Umberto I, Turin Arbitre : Spensley |
| dimanche 5 mars 1905 | Donna · Varetti |       |             | Velodromo Umberto I, Turin Arbitre : Spensley |

| dimanche 12 mars 1905 | Genoa   | 1 - 1 | Juventus | Ponte Carrega, Gênes Arbitre : Calì |
| dimanche 12 mars 1905 | Pollack |       | Forlano  | Ponte Carrega, Gênes Arbitre : Calì |

| dimanche 26 mars 1905 | US Milanese | 1 - 4 | Juventus                           | Milan Arbitre : Sutter |
| dimanche 26 mars 1905 | Varisco     |       | Donna · Forlano · Squair · Varetti | Milan Arbitre : Sutter |

| dimanche 2 avril 1905 | Juventus    | 1 - 1 | Genoa     | Velodromo Umberto I, Turin Arbitre : Magni |
| dimanche 2 avril 1905 | Forlano 40e |       | 10e Mayer | Velodromo Umberto I, Turin Arbitre : Magni |

##### Classement
|  |    | Classement final 1905 | Pts | MJ | V | N | D | BP | BC | Dif |
|  | -- | --------------------- | --- | -- | - | - | - | -- | -- | --- |
|  | 1. | Juventus              | 6   | 4  | 2 | 2 | 0 | 9  | 3  | +6  |
|  | 2. | Genoa                 | 5   | 4  | 1 | 3 | 0 | 7  | 6  | +1  |
|  | 3. | US Milanese           | 1   | 4  | 0 | 1 | 3 | 5  | 12 | -7  |

| 1er titre La Juventus championne d'Italie de la Prima Categoria de 1905 |

### Résultats en championnat de Seconda Categoria

#### Éliminatoires du Piémont
- Le Foot-Ball Club Juventus est le seul club inscrit inscrit de la région, donc directement inscrit en phase nationale.

#### Phase de championnat
| dimanche 12 mars 1905 | Juventus II | 1 - 0 | Milan II | Arbitre : Magni |
| dimanche 12 mars 1905 | [1-0] 2°mt  |       |          | Arbitre : Magni |

| dimanche 19 mars 1905 | Genoa II              | 0 - 2 | Juventus II |  |
| dimanche 19 mars 1905 | [1-0] 1°mt [2-0] 1°mt |       | -           |  |

| dimanche 2 avril 1905 | Milan II | 0 - 3 | Juventus II                  |  |
| dimanche 2 avril 1905 | -        |       | [0-1], [0-2] 1°mt [0-3] 2°mt |  |

| dimanche 9 avril 1905 | Juventus II | 3 - 0 victoire par forfait | Genoa II |  |
| dimanche 9 avril 1905 |             |                            |          |  |

##### Classement
|  |    | Classement final 1905 | Pts | MJ | V | N | D | BP | BC | Dif |
|  | -- | --------------------- | --- | -- | - | - | - | -- | -- | --- |
|  | 1. | Juventus II           | 8   | 4  | 4 | 0 | 0 | 9  | 0  | +9  |
|  | 2. | Milan II              | 3   | 4  | 1 | 1 | 2 | 5  | 7  | -2  |
|  | 3. | Genoa II              | 1   | 4  | 0 | 1 | 3 | 10 | 3  | +7  |

| 1er titre La Juventus II championne d'Italie de la Seconda Categoria de 1905 |

### Matchs amicaux
| dimanche 12 février 1905 | Juventus | 0 - 1          | Servette Genève |  |
| dimanche 12 février 1905 |          | Buteur inconnu |                 |  |

| dimanche 19 février 1905 | Juventus         | 6 - 1 | Audace Torino  | Turin |
| dimanche 19 février 1905 | Buteurs inconnus |       | Buteur inconnu | Turin |

| dimanche 16 avril 1905 | Juventus         | 3 - 0 | Milan |  |
| dimanche 16 avril 1905 | Buteurs inconnus |       |       |  |

| dimanche 23 avril 1905 | Juventus | score inconnu | Audace Torino | Turin |
| dimanche 23 avril 1905 |          |               |               | Turin |

| dimanche 23 avril 1905 | Juventus       | 1 - 2 | Montriond Lausanne |  |
| dimanche 23 avril 1905 | Buteur inconnu |       | Buteurs inconnus   |  |

| lundi 24 avril 1905 | Juventus | 0 - 2            | Montriond Lausanne |  |
| lundi 24 avril 1905 |          | Buteurs inconnus |                    |  |

| dimanche 30 avril 1905 | Montriond Lausanne | 1 - 0 | Juventus | Lausanne |
| dimanche 30 avril 1905 | Buteur inconnu     |       |          | Lausanne |

| dimanche 1er mai 1905 | Servette Genève  | 2 - 0 | Juventus | Genève |
| dimanche 1er mai 1905 | Buteurs inconnus |       |          | Genève |

| dimanche 18 juin 1905 | Juventus       | 1 - 1 | Milan          |  |
| dimanche 18 juin 1905 | Buteur inconnu |       | Buteur inconnu |  |

| dimanche 15 octobre 1905 | Juventus | score inconnu | Audace Torino |  |
| dimanche 15 octobre 1905 |          |               |               |  |

| dimanche 24 décembre 1905 | Juventus | score inconnu | Virtus |  |
| dimanche 24 décembre 1905 |          |               |        |  |

| dimanche 31 décembre 1905 | Juventus       | 1 - 3 | Montriond Lausanne |  |
| dimanche 31 décembre 1905 | Buteur inconnu |       | Buteurs inconnus   |  |

#### Coppa Luigi Bozino
| dimanche 22 octobre 1905 | Juventus       | 1 - 0 | Pro Vercelli |  |
| dimanche 22 octobre 1905 | Buteur inconnu |       |              |  |

| dimanche 29 octobre 1905 | Milan          | 1 - 2 | Juventus         |  |
| dimanche 29 octobre 1905 | Buteur inconnu |       | Buteurs inconnus |  |

#### Palla Dapples
| dimanche 12 novembre 1905 | Milan          | 1 - 0, | Juventus |  |
| dimanche 12 novembre 1905 | Buteur inconnu |        |          |  |

| dimanche 10 décembre 1905 | Milan            | 2 - 2 | Juventus         |  |
| dimanche 10 décembre 1905 | Buteurs inconnus |       | Buteurs inconnus |  |

## Effectif du club
Effectif des joueurs du Foot-Ball Club Juventus lors de la saison 1905.

## Buteurs
| 3 buts - Domenico Donna - Luigi Forlano | 2 buts - Carlo Vittorio Varetti 1 but - James Squair |